# ガブリエル・クァック
ガブリエル・クァック・ユン・イー（Gabriel Quak Jun Yi、中国語: 郭俊谊、1990年12月22日 - ）は、サイアム・ネイビーFCに所属するサッカー選手。シンガポール代表。ポジションは左ウィンガーまたは右インサイドフォワード。

## クラブ歴

### ヤング・ライオンズ
2008年にヤング・ライオンズでプロデビューを果たした。
2010年9月7日に行われた北京国安サテライト戦ではピッチ上の乱闘に参加したうちの一人となり、シンガポールサッカー協会から4ヶ月の出場停止及び1000シンガポール・ドルの支払いを命じられた。これによって、2010年アジア競技大会への出場を逃した。

### シンガポール・ライオンズXII
2011年12月には、新たに結成されるシンガポール・ライオンズXIIへの加入が告知された。しかしながら兵役によって同年の出場は果たせなかった。シーズン中の移籍市場からも抹消された。
2013シーズンにはサッカー選手に復帰した。1月15日に行われたPKNS FC戦で待望の初出場を果たした。この年は15試合に出場し、同チームのマレーシア・スーパーリーグ制覇に貢献した。
左利きの彼は2014シーズンには右サイドのアタッカーにコンバートされた。1月21日に行われたDRBハイコムFC戦でシンガポール・ライオンズXIIでの初得点を挙げ、この試合は3-0の勝利に終わった。リーグ戦での初得点は開幕戦で、昇格してきたPDRM FAとの試合であった。5-3でこの試合は勝利した。ピアラFAマレーシアの第一試合ではケダ・ユナイテッドFC相手に4-0で勝利したが、この時の三得点目は彼が演出した。

### ゲイラン・インターナショナル
2016年、ゲイラン・インターナショナルFCに移籍した。2017年、松本山雅FCのトライアルに1週間参加したが、契約には至らなかった。

### サイアム・ネイビー
2018年、タイ・リーグのサイアム・ネイビーFCに移籍した。

## 代表歴

### ユース
U-15、U-18、U-23の各代表に選出された経験がある。ライオン・シティ・カップやAFFスズキカップU-15、アジア競技大会ユース予選、AFC U-18、VFFカップ、東南アジア競技大会に出場している。

### A代表
2013年6月7日に行われたラオス代表戦で初出場を果たし、また初得点も挙げた。大会での初得点は同年10月15日に行われたAFCアジアカップ2015予選のシリア代表戦であった。
シンガポールは民族的には華人が多数を占めるものの、彼は郭大辰以来7年ぶりのシンガポール生まれの華人の同国代表選手となった。

## 個人
建築コンサルタントの父と早期教育者の母の下に生まれ、妹がいる。
カトリック高校附属の小学校に学び、光洋中学に進学。共和理工学院で産業管理マネジメントの課程を修了した。
また、6年の交際の後、2014年1月30日の春節前夜に結婚した。

## 個人成績
2014年3月15日現在
| 国内大会個人成績 | 国内大会個人成績 | 国内大会個人成績 | 国内大会個人成績 | 国内大会個人成績 | 国内大会個人成績          | 国内大会個人成績 | 国内大会個人成績 | 国内大会個人成績 | 国内大会個人成績 | 国内大会個人成績 | 国内大会個人成績 |
| 年度             | クラブ           | 背番号           | リーグ           | リーグ戦         | リーグ戦                  | リーグ杯         | リーグ杯         | オープン杯       | オープン杯       | 期間通算         | 期間通算         |
| 年度             | クラブ           | 背番号           | リーグ           | 出場             | 得点                      | 出場             | 得点             | 出場             | 得点             | 出場             | 得点             |
| シンガポール     | シンガポール     | シンガポール     | シンガポール     | リーグ戦         | リーグ戦                  | リーグ杯         | リーグ杯         | シンガポール杯   | シンガポール杯   | 期間通算         | 期間通算         |
| ---------------- | ---------------- | ---------------- | ---------------- | ---------------- | ------------------------- | ---------------- | ---------------- | ---------------- | ---------------- | ---------------- | ---------------- |
| 2008             | Yライオンズ      |                  | Sリーグ          | 26               | 2                         |                  |                  |                  |                  | 26               | 2                |
| 2009             | Yライオンズ      |                  | Sリーグ          | 24               | 2                         |                  |                  |                  |                  | 24               | 2                |
| 2010             | Yライオンズ      |                  | Sリーグ          | 14               | 0                         |                  |                  | 0                | 0                | 14               | 0                |
| 2011             | Yライオンズ      |                  | Sリーグ          | 5                | 1                         | -                | -                | -                | -                | 5                | 1                |
| マレーシア       | マレーシア       | マレーシア       | マレーシア       | リーグ戦         | リーグ戦                  | マレーシア杯     | マレーシア杯     | FA杯             | FA杯             | 期間通算         | 期間通算         |
| 2012             | ライオンズXII    | 7                | スーパー         | 0                | 0                         | 0                | 0                | 0                | 0                | 0                | 0                |
| 2013             | ライオンズXII    | 7                | スーパー         | 11               | 0                         | 3                | 0                | 1                | 0                | 15               | 0                |
| 2014             | ライオンズXII    | 7                | スーパー         | 4                | 0                         | 0                | 0                | 2                | 1                | 6                | 1                |
| 2015             | ライオンズXII    | 7                | スーパー         |                  |                           |                  |                  |                  |                  |                  |                  |
| 通算             | シンガポール     | シンガポール     | Sリーグ          | 69               | 5\|\|\|\|\|\|\|\|\|\|\|\| |                  |                  |                  |                  |                  |                  |
| 通算             | マレーシア       | マレーシア       | スーパー         | 15               | 1                         | 3                | 0                | 3                | 1                | 21               | 2                |
| 総通算           | 総通算           | 総通算           | 総通算           | 84               | 6\|\|\|\|\|\|\|\|\|\|\|\| |                  |                  |                  |                  |                  |                  |

### 代表
2014年3月5日現在
代表での得点一覧
| No | 日附           | 場所                                               | 対戦相手 | 得点 | 結果 | 大会                    |
| -- | -------------- | -------------------------------------------------- | -------- | ---- | ---- | ----------------------- |
| 1  | 2013年6月7日   | ビエンチャン・ニュー・ラオス・ナショナルスタジアム | ラオス   | 2–4  | 2–5  | 親善試合                |
| 2  | 2013年10月15日 | シンガポール・ジャラン・ベサール・スタジアム       | シリア   | 2–0  | 2–1  | AFCアジアカップ2015予選 |

| シンガポール代表 | シンガポール代表 | シンガポール代表 |
| 年               | 出場             | 得点             |
| ---------------- | ---------------- | ---------------- |
| 2013             | 4                | 2                |
| 2014             | 2                | 0                |
| 計               | 6                | 2                |

## タイトル

### クラブ
シンガポール・ライオンズXII
- マレーシア・スーパーリーグ: 2013
- ピアラFAマレーシア: 2015

### 代表
シンガポール
- ライオン・シティ・カップ: 2006
- 東南アジア競技大会

銅メダル: 2009, 2013